# Mỹ Hòa, Tháp Mười
Mỹ Hòa là một xã thuộc huyện Tháp Mười, tỉnh Đồng Tháp, Việt Nam.

## Địa lý
Xã Mỹ Hòa nằm ở trung tâm huyện Tháp Mười, có vị trí địa lý:
- Phía đông bắc giáp xã Tân Kiều
- Phía tây bắc giáp xã Trường Xuân
- Phía nam giáp xã Mỹ Đông và thị trấn Mỹ An
- Phía tây giáp xã Mỹ Quý.

### Điều kiện tự nhiên
Tổng diện tích tự nhiên là 3.806 ha, trong đó đất trồng lúa 2.650 ha, trồng rừng 418 ha, trồng màu và vườn cây ăn trái 253 ha, nuôi trồng thủy sản 32 ha.

### Dân số
Dân cư sinh sống chủ yếu dọc theo các tuyến kênh và tuyến lộ; toàn xã có 2.409 hộ có 9.018 người thường trú tại địa phương, có 3.717 người nằm trong độ tuổi lao động; chủ yếu sinh sống bằng nghề nông nghiệp chiếm 89,3% số còn lại chủ yếu là mua bán lẻ.

## Hành chính
Xã Mỹ Hòa được chia thành 5 ấp: 1, 2, 3, 4, 5.

## Lịch sử
Xã Mỹ Hòa được thành lập trước năm 1975 cho đến năm 1984 tách ra thêm xã Tân Kiều.
Quyết định số 4-CP ngày 05 tháng 01 năm 1981 của Hội đồng Chính phủ, chia huyện Cao Lãnh thành hai huyện lấy tên là huyện Cao Lãnh và huyện Tháp Mười, xã Mỹ Hoà thuộc huyện Tháp Mười.
Quyết định số 36-HĐBT ngày 06 tháng 03 năm 1984 của Hội đồng Bộ trưởng, giải thể 4 xã Mỹ Hoà, Đốc Binh Kiều, Mỹ An, Thanh Mỹ để thành lập 6 xã và một thị trấn mới là xã Mỹ Hoà, Tân Kiều, Đốc Binh Kiều, Phú Điền, Thanh Mỹ, Mỹ An và thị trấn Mỹ An.

## Xã hội

### Giáo dục
Xã có 4 trường học: 
- Trường MG Mỹ Hòa
- Trường TH Mỹ Hòa
- Trường TH Mỹ Hòa 2
- Trường THCS Mỹ Hòa.

### Y tế
Xã có một trạm y tế được công nhận đạt chuẩn quốc gia năm 2009.

## Văn hóa - du lịch

### Di tích - Danh thắng
Đây là xã cửa ngõ của khu di tích Gò Tháp thờ hai vị anh hùng dân tộc Việt Nam là Thiên hộ Võ Duy Dương và Đốc binh Nguyễn Tấn Kiều.

## Giao thông
Xã có tỉnh lộ nhựa DT 845 đi qua theo chiều Bắc Nam với chiểu dài khoảng 8 km. Các tuyến đường liên tổng chiều dài trên 35 km. Trong đó các tuyến đường chính có dân cự được bê tông hóa theo 19 tiêu chí nông thôn mới, chiều rộng mặt đường 2,4m. Tổng số đường bê tông khoàng 11 km, còn lại đều được rải đá.